# 29e régiment de zouaves
Le 29e Régiment de Zouaves est un régiment de zouaves de l'armée française.

## Création et différentes dénominations
- Création du 29eRégiment de Zouaves
- Dissolution

## Drapeau du régiment
Son drapeau ne porte aucune inscriptions.